# Harlow Shapley
Harlow Shapley (Nashville, 1885. november 2. – Boulder, 1972. október 20.) amerikai csillagász.
A cefeidákkal végzett 1918-as, úttörő munkájában meghatározta a Tejútrendszer méretét és a Naprendszer helyzetét. Jelentős az az 1953-as munkája, amelyben mekkora egy csillag körül a lakhatósági zóna (Shapley által adott neve: „Liquid Water Belt”, azaz „a folyékony víz övezete”)

## Élete, munkássága
Willis Shapley és Sarah Stowell gyermekeként született egy farmon.
1907-ben újságírást akart tanulni a Missouri Egyetemen, de amikor kiderült, hogy a kurzust egy évvel elhalasztják, csillagászat szakra iratkozott be.
Végzés után ösztöndíjat kapott a Princetoni Egyetemtől, ahol Henry Norris Russell tanítványa volt. A változócsillagok periódus-fényesség összefüggését (ezt Henrietta Swan Leavitt fedezte fel) felhasználva, meghatározta a gömbhalmazok távolságát.
Elsőként ismerte fel, hogy a Tejútrendszer sokkal nagyobb, mint korábban gondolták, és hogy benne a Naprendszer nem a Galaxis középpontjában helyezkedik el, hanem attól 50 000 fényévre.

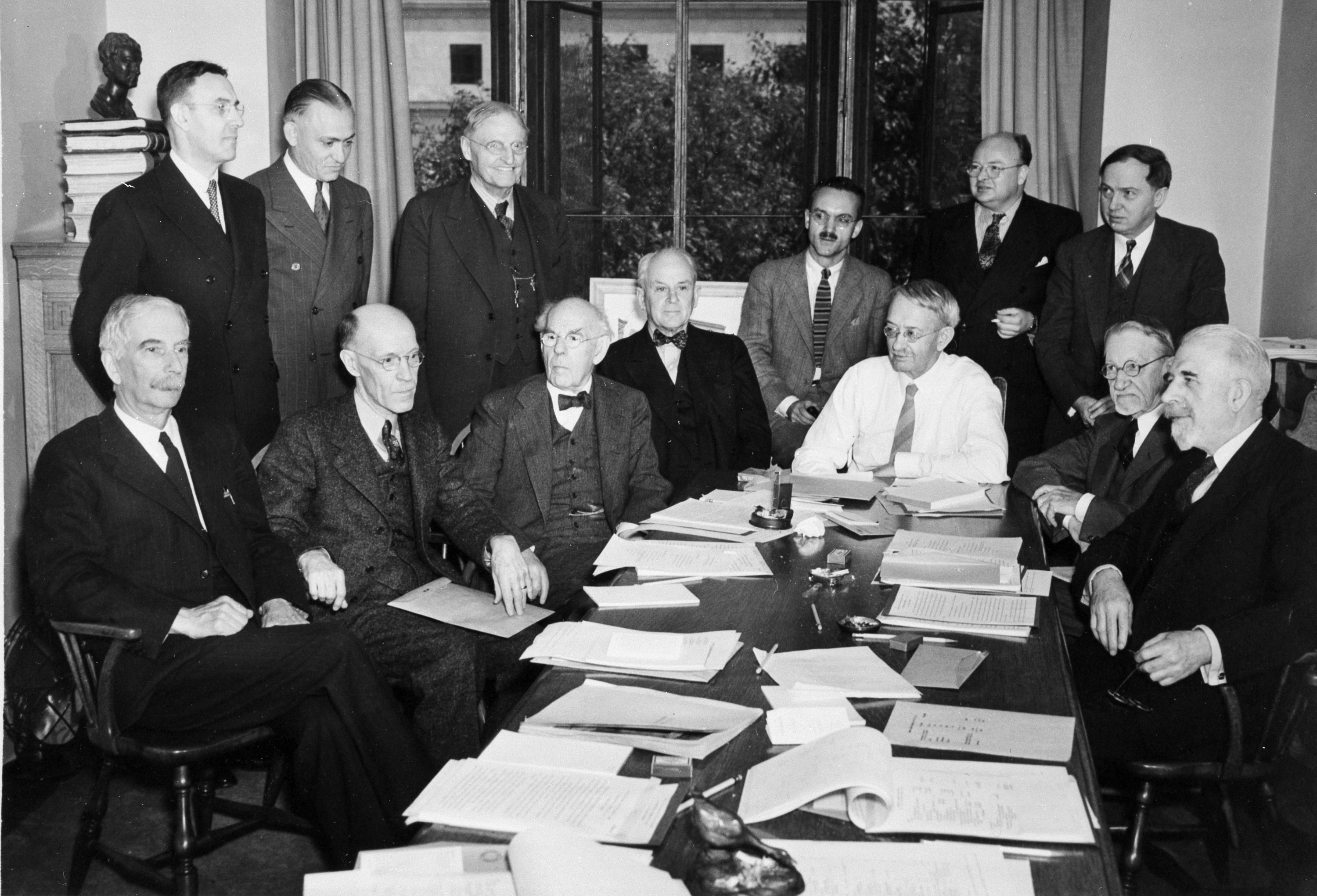
Shapley (jobb oldalon az első álló alak) egy 1941-es tudományos ülésen

Shapley–Curtis-vita néven vált ismertté az az esemény, amelyen Heber D. Curtis-szel vitatkozott a csillagködök és egyéb galaxisok méretéről, illetve arról, hogy azok részei-e galaxisunknak — Shapley úgy gondolta, hogy igen. Ez az 1920-as vita tekinthető az extragalaktikus csillagászat kezdetének. Michael Hoskin történész szerint Shapley motivációja a vitában az volt, hogy jó benyomást tegyen a Harvardról megjelent küldöttségre, akik igazgatójelöltnek tekintették a Harvard College Observatory élére. A vitát Curtis nyerte — a csillagködök Galaxisunkon kívül vannak.
Ebben az időben Shapley a Wilson-hegyi Obszervatóriumban dolgozott, ahová George Ellery Hale vette fel. Nem sokkal később a Harvard College Observatory-ba ment igazgatónak az elhunyt Edward Charles Pickering helyére.
Élesen kritizálta Edwin Hubble megfigyeléseit, amelyekre alapozva azt állította, hogy az univerzumban a Tejútrendszeren kívül számtalan galaxis létezik. Shapley ebben is tévedett; Hubble felfedezése alapvetően átformálta a tudományos világképet.
1921-1952 között volt a Harvard College Observatory igazgatója. Nála dolgozott Cecilia Payne-Gaposchkin, az első olyan személy,  aki (1925-ben) a Radcliffe College-ban doktorátust szerzett az obszervatóriumban végzett munkája alapján. Shapley érdemének tartják, hogy az intézményt vezető tudományos központtá emelte. Segítette a Németországból menekült zsidó tudósok elhelyezkedését is.
Az 1940-es években olyan, államilag támogatott tudományos szervezeteket segített, mint a National Science Foundation. Az ő érdeme, hogy az UNESCO (United Nations Educational, Scientific and Cultural Organization) nevébe belekerült az „S” betű (a „tudományos” angol szó első betűje után).
1947-ben az American Association for the Advancement of Science („a tudomány haladásának amerikai szövetsége”) elnöke lett.
Shapley több globális fenyegetésre mutatott rá: drogok, amik elnyomják a szexuális vágyat; unalom; tömegpusztító fegyverekkel vívott világháború; világjárvány.
1950-ben Shapley kampányt szervezett az akadémián egy akkori bestseller, az orosz emigráns pszichiáter, Immanuel Velikovszkij Worlds in Collision című könyve ellen, amit sokan áltudományosnak tartottak.
A csillagászat mellett a mirmekológia is érdekelte (mirmekológia: hangyákkal foglalkozó tudományág).
Időnként kritizálták, mert szorgalmazta a tudományos adatcserét és együttműködést a Szovjetunióval. Késői éveit utazással, valamint csillagászati és filozófiai témájú előadásokkal töltötte.

## Tagságok
1935-1971 között bizottsági tagja volt a tudományos ismeretterjesztéssel foglalkozó Science Service szervezetnek.
1941-ben a ciklusok tanulmányozásával foglalkozó alapítvány („Foundation for the Study of Cycles”) állandó bizottságának tagja lett.

## Könyvei
Számos könyvet írt csillagászati témákról, illetve általában a tudományról. Ezek között van a Source Book in Astronomy (New York: McGraw-Hill, 1929, társszerző: Helen E. Howarth, aki szintén az obszervatóriumban dolgozott). A kiadó tudománytörténeti sorozatának ez volt az első könyve.
1953-ban írta a Liquid Water Belt („a folyékony víz övezete”) című tanulmányát, ami tudományosan alátámasztotta Hubertus Strughold elméletét az ökoszféráról.
1957-es könyvében, az Of Stars and Men-ben („csillagokról és emberekről”) javasolta a „metagalaktika” elnevezést arra a fogalomra, amit ma szuperhalmaz néven ismerünk.
Népszerű könyve a Through Rugged Ways to the Stars.

## Díjak, elismerések
- Henry Draper-érem - Tudományos akadémia, USA (1926)[9]
- Prix Jules Janssen - Francia csillagászati társaság (1933)
- Rumford-díj(wd) - Amerikai művészeti és tudományos akadémia (1933)[10]
- Királyi Csillagászati Társaság Aranyérme (1934)[11]
- Bruce-érem - Csendes-óceáni csillagászati társaság (1939)[12]
- Franklin Medal (1945)
- Henry Norris Russell Lectureship - Amerikai csillagászati társaság (1950)[13]

## Emlékezete
- Shapley-kráter a Holdon
- 1123 Shapleya aszteroida
- Shapley szuperhalmaz

## Családi élet
1914-ben megházasodott, felesége Martha Betz. Martha segítette férjét a csillagászati kutatásokban a Mount Wilson-on és a Harvard Observatory-ban is. Több cikket írt csillagfedésekkel kapcsolatban és más csillagászati témákban. Egy lányuk és négy fiuk volt, akik közül az egyik, Lloyd Shapley matematikus és közgazdász 2012-ben közgazdasági Nobel-díjat kapott.

## Fordítás
- Ez a szócikk részben vagy egészben  a   Harlow Shapley című angol Wikipédia-szócikk fordításán alapul.  Az eredeti cikk szerkesztőit annak laptörténete sorolja fel. Ez a jelzés csupán a megfogalmazás eredetét és a szerzői jogokat jelzi, nem szolgál a cikkben szereplő információk forrásmegjelöléseként.